# Polska na Halowych Mistrzostwach Europy w Lekkoatletyce 1990
Polska na Halowych Mistrzostwach Europy w Lekkoatletyce 1990 – reprezentacja Polski podczas zawodów w Glasgow zdobyła dwa medale w tym jeden złoty.

## Wyniki reprezentantów Polski

### Mężczyźni
- bieg na 800 m
  - Zbigniew Janus zajął 3. miejsce
- bieg na 60 m przez płotki
  - Tomasz Nagórka zajął 4. miejsce
- skok wzwyż
  - Artur Partyka zajął 1. miejsce
- trójskok
  - Andrzej Grabarczyk zajął 6. miejsce
- pchnięcie kulą
  - Helmut Krieger zajął 15. miejsce

### Kobiety
- bieg na 1500 m
  - Małgorzata Rydz odpadła w eliminacjach
- skok w dal
  - Jolanta Bartczak zajęła 7. miejsce